# Bergues

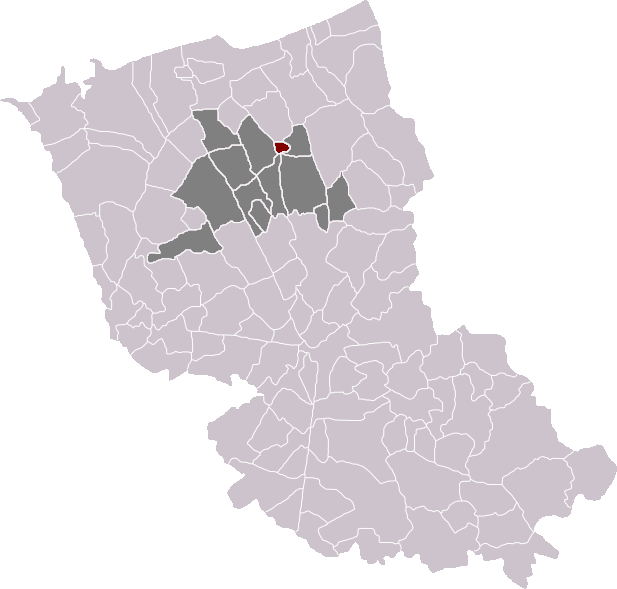
Situació del municipi al districte de Dunkerque

Bergues (en neerlandès Sint-Winoksbergen, en flamenc occidental Bergn o abreujat Bergen) és un municipi francès situat al departament del Nord i a la regió dels Alts de França. És part de Flandes francès. L'any 1999 tenia 4.209 habitants.

## Geografia i comunicacions
Bergues està situada al Blootland, més o menys a 10 quilòmetres al sud de Dunkerque. S'hi pot arribar per l'autopista francesa A25, a 70 km de Lilla i a 40 km del Túnel sota el canal de la Mànega per l'autopista francesa A16.

## Demografia
| Evolució de la població Cassini i INSEE |       |       |       |       |       |       |       |       |
| 1793                                    | 1800  | 1806  | 1821  | 1831  | 1836  | 1841  | 1846  | 1851  |
| 6 108                                   | 5 085 | 5 667 | 5 528 | 5 962 | 5 968 | 6 045 | 5 967 | 5 968 |

| 1856  | 1861  | 1866  | 1872  | 1876  | 1881  | 1886  | 1891  | 1896  |
| ----- | ----- | ----- | ----- | ----- | ----- | ----- | ----- | ----- |
| 5 665 | 6 022 | 5 738 | 5 774 | 5 368 | 5 385 | 5 435 | 5 380 | 5 258 |

| 1901  | 1906  | 1911  | 1921  | 1926  | 1931  | 1936  | 1946  | 1954  |
| ----- | ----- | ----- | ----- | ----- | ----- | ----- | ----- | ----- |
| 5 227 | 5 032 | 4 856 | 3 922 | 3 878 | 3 756 | 3 839 | 3 237 | 3 842 |

| 1962  | 1968  | 1975  | 1982  | 1990  | 1999  | 2006 | 2011 | 2016 |
| ----- | ----- | ----- | ----- | ----- | ----- | ---- | ---- | ---- |
| 4 469 | 4 545 | 4 485 | 4 488 | 4 163 | 4 209 | -    | -    | -    |

| 2019 | - | - | - | - | - | - | - | - |
| ---- | - | - | - | - | - | - | - | - |
| -    | - | - | - | - | - | - | - | - |

## Història
El nom de la ciutat ve del flamenc groene berg que vol dir turó verd. Va pertànyer al comtat de Flandes i és a la zona lingüística flamenca de França.

### Alta i baixa edat mitjana
Segons la llegenda, Winoc, fill del rei de Bretanya, es va retirar entre el 665 i el 675 amb alguns fidels vers el Groenberg, un turó aïllat en els límits dels marjals costaners. A poc a poc s'hi va desenvolupar un monestir i com que no estava prou tranquil, Winoc va marxar per trobar la tranquil·litat a Wormhout, més al sud, on va morir el 717.
El cartulari de Saint Bertin, escrit pels monjos de l'abadia de Sithiu a partir del segle vii, actualment Saint-Omer (Pas de Calais), menciona que Bergues es deia Mont Baal. Això demostraria un culte pagà anterior a la instal·lació dels religiosos cristians. Baal és una divinitat local que era invocada a dalt dels turons.
A la segona meitat del segle ix quan els normands van començar les incursions, el comte Balduí II va construir una fortificació primitiva. Més tard, el 1022, el comte Balduí IV va erigir l'església de Saint-Winoc sobre les cendres deixades pels normands i hi va fer guardar les relíquies del sant. S'havien posat les bases per la futura abadia.
El comerç, la situació favorable al costat de la mar i la presència d'un centre espiritual important va estimular el poblament. És cert que en aquesta època, el 1028, els comtes de Flandes van construir-hi una veritable plaça forta.
L'atribució d'una carta el 1240 va donar més categoria a la ciutat que va conèixer un desenvolupament molt ràpid. La independència administrativa es troba en l'autorització constructiva del comte autoritzada el 1240.
Begues va esdevenir un port i un centre tèxtil d'importància regional, amb el seu propi mercat de llana el 1276 i també amb dos mercats de teles i tapissos. Els comtes flamencs van continuar amb les fortificacions amb torres.
Amb tot, com que era una ciutat fronterera amb França va suposar un seguit de guerres i pillatges: el 1297 Robert II d'Artois va conquerir la vila que va haver de tornar el 1301. Carles VI de França va prendre la plaça el 3 de setembre de 1383 i la va incendiar. El 1494 els francesos la van tornar a prendre. El 1558 mariscal francès Thermes va saquejar la ciutat.

### Època moderna
El 1566 Bergues estava al centre de violentes manifestacions iconoclastes que es llançaven sobre els objectes de culte catòlic. Dues vegades la ciutat va viure la visita violenta dels iconoclastes, un moviment que va esclatar a Steenvoorde. En aquest context, la Guerra dels vuitanta anys, Bergues fou assetjada el 1583 per Alexandre Farnese (1545-1592) que la va prendre i la va destruir. El rei Felip II de Castella va permetre la reconstrucció, un acte que va determinar l'asepcte actual de Bergues.
La ciutat ha tingut sempre una funció administrativa i jurídica i ha estat un centre espiritual i sempre ha tingut una guarnició, això va suposar que s'hi instal·lessin famílies importants. El port de la Colme va poder tenir de 40 a 50 vaixells, que arribaven al mar gràcies al Bergenvaart o canal de la Colme.
Després d'un primer setge el 1652, els exèrcits de Lluís XIV de França van prendre la ciutat el 1658, després el 1667 va partir un altre setge abans que la ciutat fos incorporada definitivament a França pel Tractat d'Aquisgrà (1668). Sébastien Le Prestre, marquès de Vauban es va encarregar de refer les fortificacions tot i que el Rei Sol va preferir desenvolupar Dunkerque com una gran base marítima que va eclipsar completament Bergues a partir de llavors.

### Des de la Revolució Francesa
La Revolució Francesa va donar un paper polític important a Bergues. En la reforma territorial de França de 1790, va esdevenir un cap de districte, que va esdevenir més tard l'arrondissement de Dunkerque. Des de Bergues la Convenció va fer aplicar les lleis al Flandes marítim: tots els objectes de culte, els béns dels emigrats i les requises van ser enviades a Bergues. Amb el terror, el districte de Bergues va enviar a la presó molts alcaldes de pobles dels voltants que no van complir amb el que se'ls demanava.
En aquest temps es va fer evident l'esfondrament econòmic, sense els centres de culte i amb el comerç sota mínims. A més, el poc interès militar que quedava va quedar eclipsat per Dunkerque.
Durant la I Guerra Mundial els canons de llarga distància van malmetre la ciutat. A la II Guerra Mundial, durant la defensa de Dunkerque hi va haver combats durs al voltant de Bergues que la van deixar molt malmesa. El 1944 a més, van dinamitar el campanar, un dels més bonics de França i que va ser reconstruït el 1961.
Actualment la proximitat amb Dunkerque ha fet que la ciutat no tingui un paper massa important en l'administració, ni tampoc en la indústria ni en el comerç, però sí que presenta un important interès turístic.

## Llocs i monuments

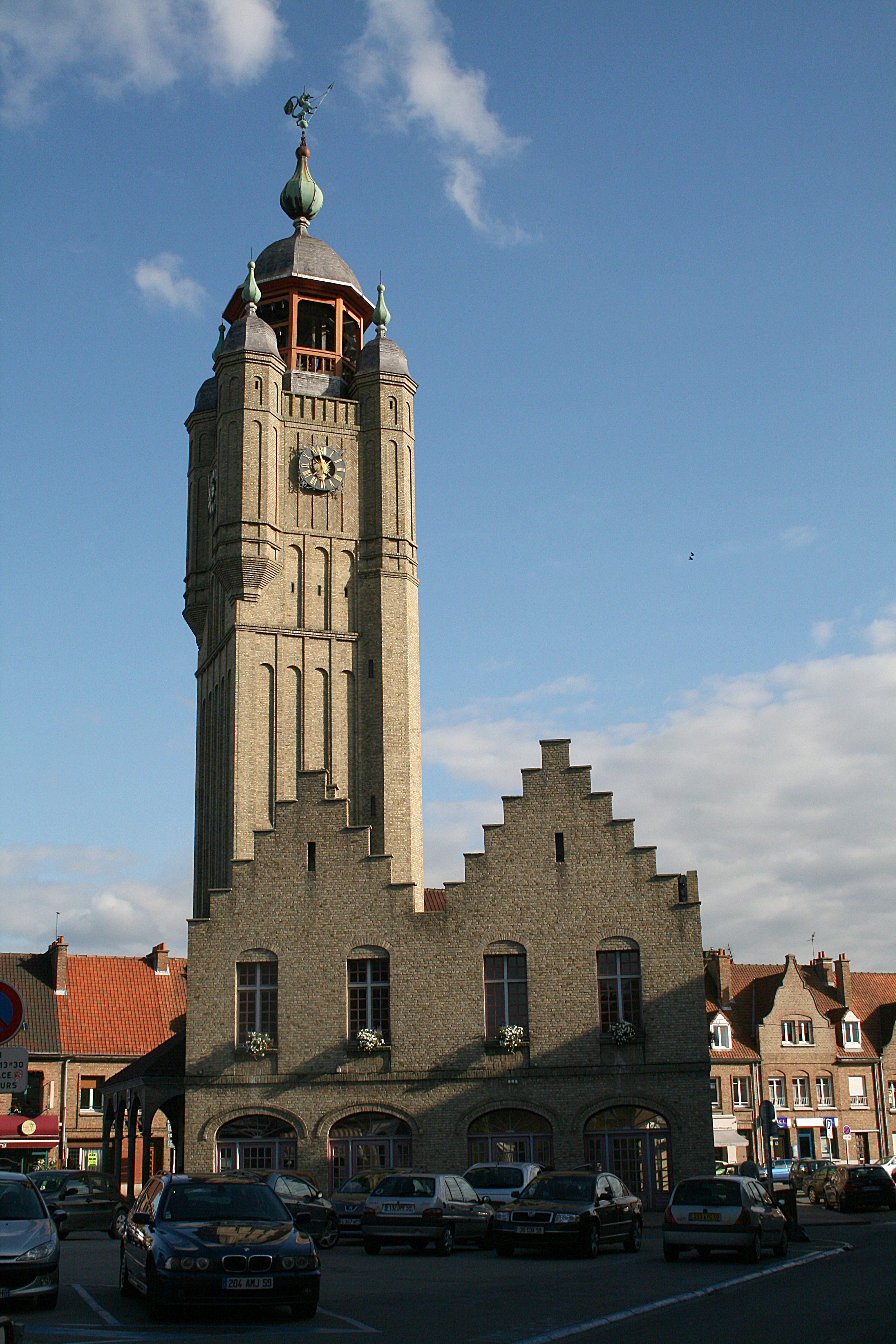
El belfort (02 junv 2013)

- Les muralles, amb 5300 metres de perímetre, una part de les quals foren construïdes per Vauban.
- La torre campanar, començada al segle xiv, refeta al segle xvi i destruïda el 16 de setembre de 1944 durant la retirada dels alemanys. Va ser reconstruïda el 1961 i declarada Patrimoni de la Humanitat el 16 de juliol de 2005.
- El museu municipal, antic Mont-de-Piété.
- L'abadia de Saint Winoc, destruïda el 1789, només en queden algunes restes.
- Les portes d'entrada a la ciutat, de les quals destaquen la Porte de Cassel i la Porte d'Hondschoote, que són monuments històrics classificats.
- El canal de Bergues que l'uneix amb Dunkerque.

## Administració
| Període   | Identitat            | Partit        |
| --------- | -------------------- | ------------- |
| 1965-1995 | Roger Drapie         |               |
| 1995-2001 | Christian Jarolewski |               |
| 2001-2008 | André Declercq       | UMP           |
| 2008-     | Sylvie Brachet       | Divers gauche |

## Cinema
El 2008 el poble va servir com a localització per al film Bienvenue chez les Ch'tis, una comèdia de Danny Boon, que ha tingut un gran èxit a França. Des de llavors les visites turístiques al poble s'han multiplicat.

## Galeria d'imatges
Fernand Deligny

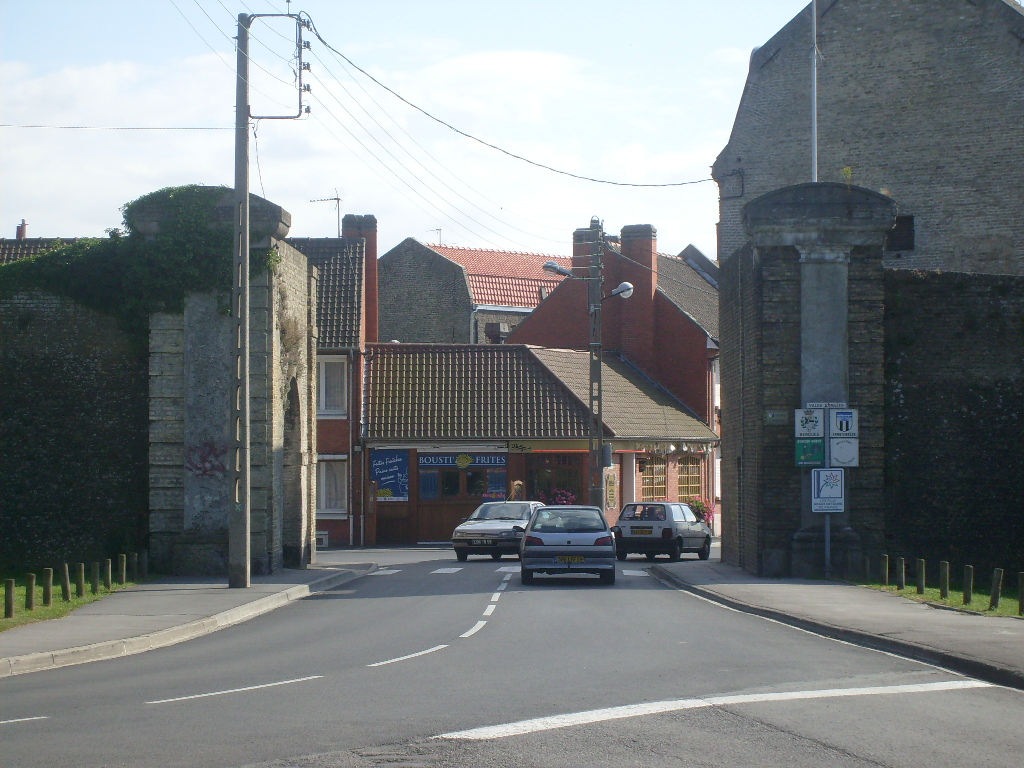
Porta d'Hondschoote
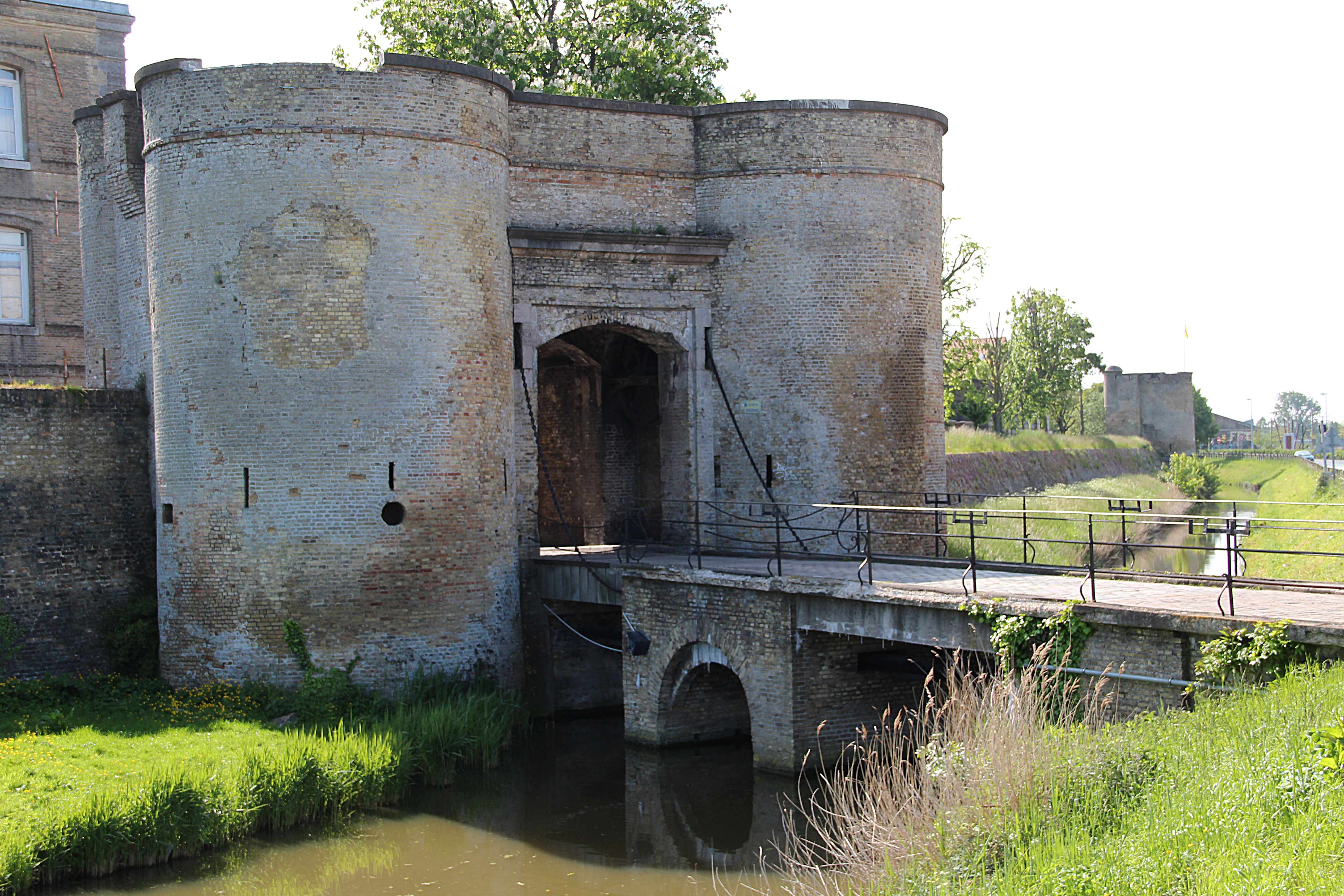
Porta de Bierne
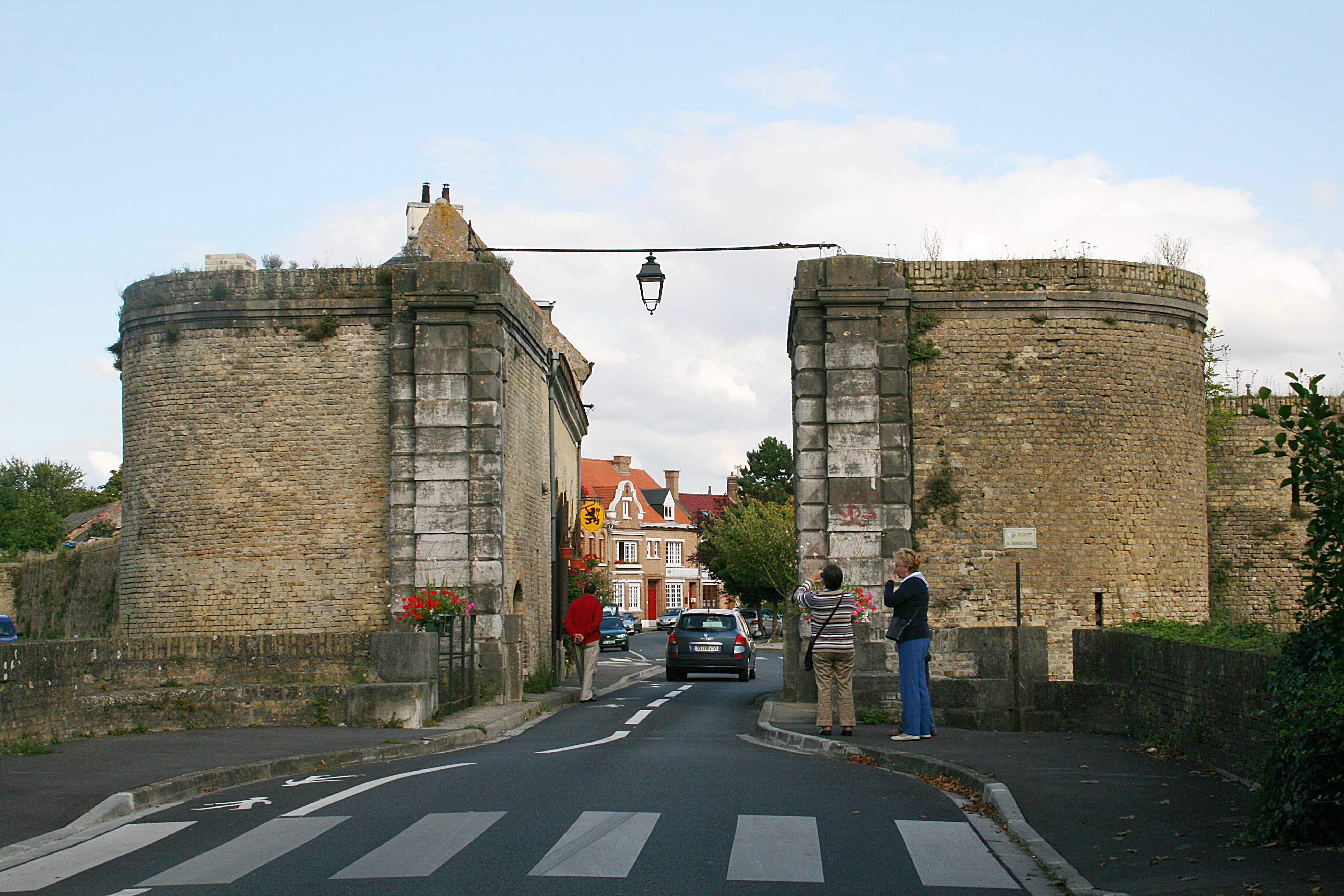
Porta de Dunkerque
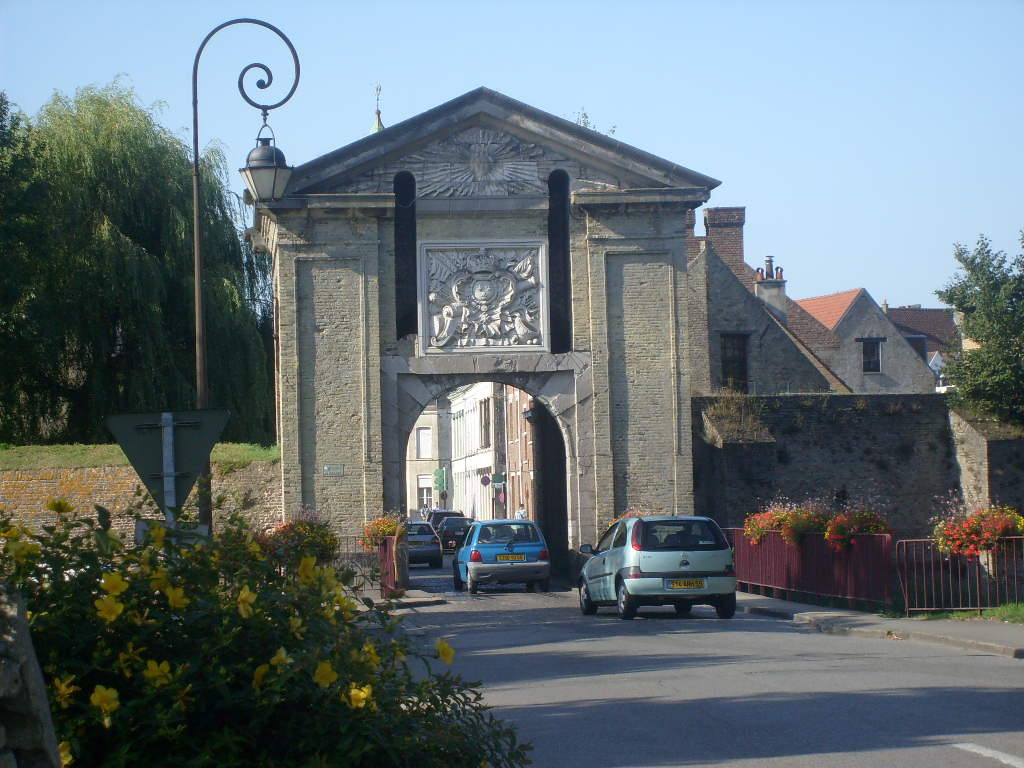
Porta de Cassel
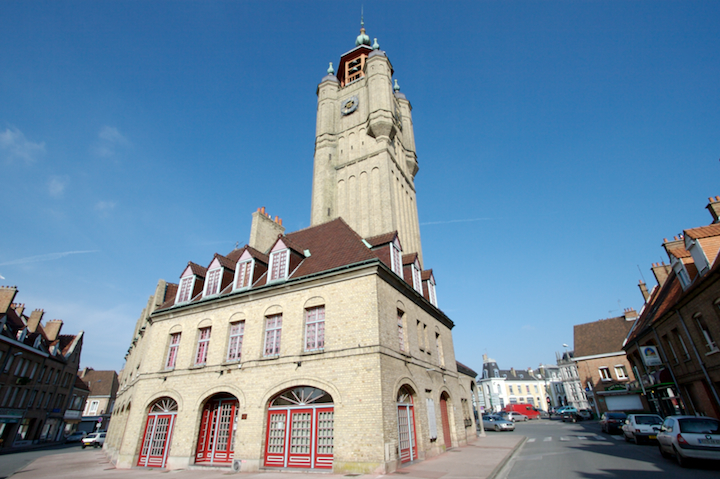
El Beffroi, que guarda un carilló de 50 campanes .
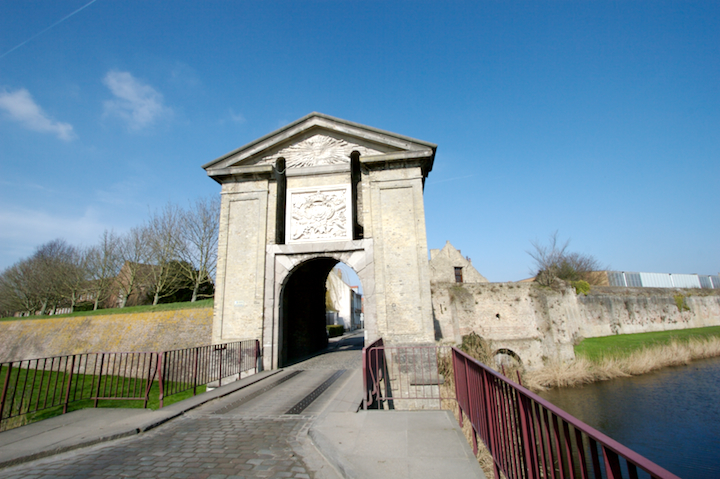
La porta de Cassel, al frontó triangular s'hi pot veure el sol de Lluís XIV de França
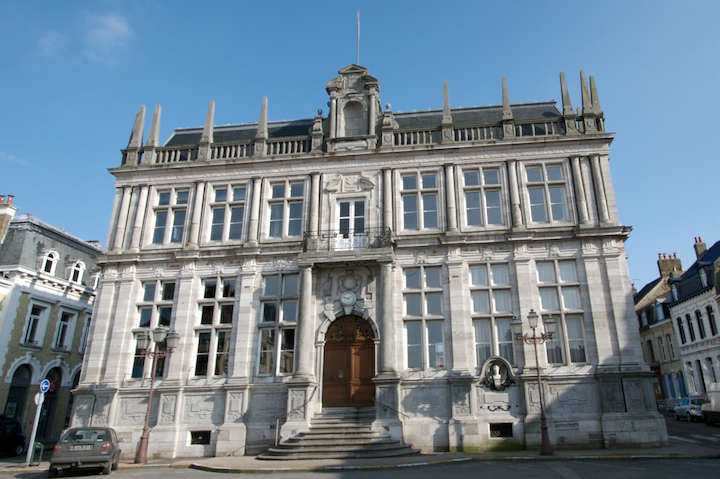
L'hôtel de ville o Ajuntament, reconstruït el 1871. A la façana s'hi poden veure les armes de Felip IV d'Espanya
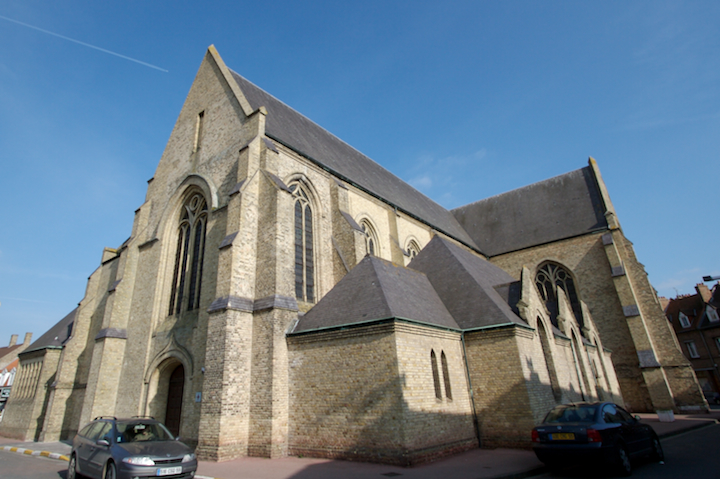
L'església de Saint Martin.
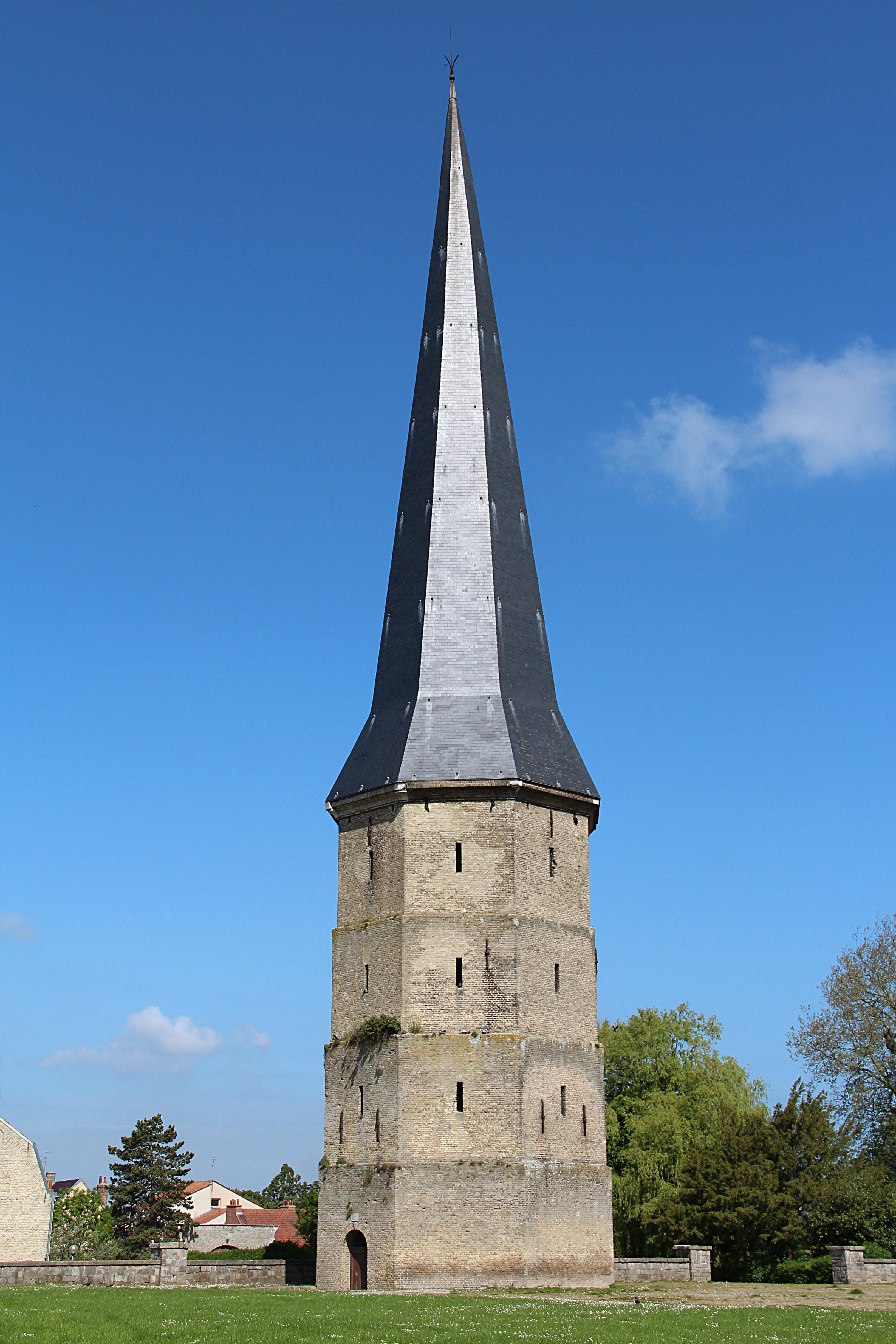
La torre acabada amb punxa de l'abadia de Saint Winoc.
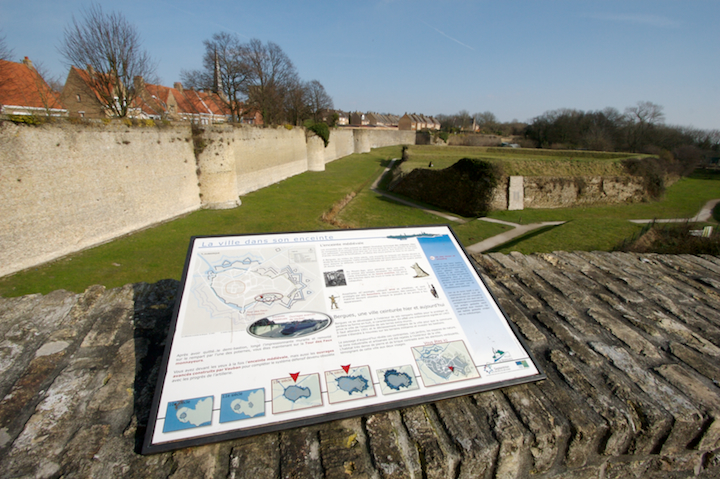
Les muralles, amb un perímetre de 5300 m, que volten la ciutat des de fa 5 segles.